# Rafael Galhardo
Rafael Galhardo de Souza, mais conhecido apenas como Rafael Galhardo (Nova Friburgo, 30 de outubro de 1991), é um futebolista brasileiro que atua como lateral-direito. Atualmente joga no Rayong FC.

## Carreira

### Flamengo
Após se destacar nas categorias de base do Friburguense, Galhardo chegou ao Flamengo em 2008 para atuar pela categoria juvenil, sendo promovido a equipe principal do clube no início de agosto de 2009, com apenas 17 anos. Teve a sua primeira oportunidade entre os profissionais já no dia 20 de agosto, em uma derrota por 2–1 diante do Cruzeiro no Maracanã, válida pelo Brasileirão. Em seu primeiro ano como profissional, já conquistou o título do Brasileirão, disputando três partidas da competição, como substituto imediato de Léo Moura.
Em 2010, novamente como suplente do ídolo e capitão rubro-negro Léo Moura, o lateral disputou um total de cinco partidas pelo Brasileirão.
Em 2011 o lateral passou a ser mais aproveitado e marcou seu primeiro gol como profissional no dia 27 de abril, na vitória por 3–0 sobre o Horizonte, no Domingão, válida pelas oitavas-de-final da Copa do Brasil.
Entretanto, ao longo de quase três anos entre os profissionais do Flamengo, Galhardo atuou poucas vezes, devido a presença constante de Léo Moura em campo, totalizando apenas 32 jogos com a camisa rubro-negra.

### Santos
Em maio de 2012, o jogador foi envolvido em uma troca com o Santos, juntamente com o zagueiro David Braz, pelo meio-campo Ibson. Estreou com a camisa do Santos no dia 20 de maio, em um em empate por 0–0 com o Bahia em Pituaçu, válido pelo Brasileirão. No seu segundo jogo pelo Peixe, sendo esse mais um empate em 0–0 válido pelo certame nacional, dessa vez diante do Sport, na Vila Belmiro, Galhardo sofreu uma lesão no pé que o deixou de fora dos gramados por cinco meses, impossibilitando-o de jogar as Olimpíadas de 2012, para a qual ele havia sido pré-convocado.
Em 2013, o jogador marcou seu primeiro gol com a camisa do Santos, em um amistoso de pré-temporada contra o Grêmio Barueri, em que o Santos goleou o adversário por 4–0 no Pacaembu. Marcou seu segundo gol pelo Peixe em uma vitória por 2–0 sobre o Flamengo-PI na Vila Belmiro, válida pela Copa do Brasil. Sendo suplente na maior parte do ano, Galhardo atuou em um total de 23 jogos pelo Santos em 2013.

### Bahia
No dia 20 de dezembro de 2013, foi anunciado o seu empréstimo ao Bahia até o final de 2014. Estreou em uma goleada sofrida pelo Tricolor de Aço para o CSA por 4–1 no Rei Pelé, válida pela Copa do Nordeste. Logo em seu segundo jogo pelo Bahia, Galhardo marcou o gol que abriu o placar da vitória por 2–1 sobre o Galícia em Pituaçu, válida pelo Campeonato Baiano. No entanto, sua passagem pelo Bahia ficou marcada pelos diversos problemas físicos, chegando o jogador a ficar oito meses sem atuar. No total, foram apenas sete partidas pelo clube, com dois gols anotados, o segundo deles na penúltima rodada do Brasileirão, contra o Grêmio, de falta, sendo esse o gol da vitória por 1–0 na Arena Fonte Nova. Nesse jogo o lateral ainda se destacou bastante com diversos desarmes e cruzamentos certeiros.

### Grêmio
Em função de sua boa atuação contra o Grêmio, o clube se interessou pelo jogador que estava sem espaço no Santos, que o emprestou para o Tricolor Gaúcho para a temporada de 2015. Fez sua estreia em uma vitória por 3–0 sobre o União Frederiquense, na Arena do Grêmio, válida pelo Campeonato Gaúcho. A princípio o jogador disputava posição com Matías Rodríguez na lateral-direita, porém após a saída do argentino no mês de maio, Galhardo se tornou titular absoluto da posição. Marcou seu primeiro gol pelo Grêmio na vitória por 3–1 sobre o ex time, Santos, na Vila Belmiro, válida pelo Brasileirão. Marcou novamente na vitória por 2–1 sobre o Joinville na Arena do Grêmio, também válida pelo certame nacional. Ao contrário dos últimos anos, em 2015 Galhardo pôde atuar em um bom número de partidas. Sua regularidade e o bom nível de suas apresentações durante o Campeonato Brasileiro, fizeram com que o lateral fosse premiado com o prêmio Bola de Prata de melhor lateral-direito.

### Anderlecht
No dia 7 de janeiro de 2016, foi vendido pelo Santos para o Anderlecht, da Bélgica, por 1 milhão de euros (o equivalente a 4,4 milhões de reais). Fez sua estreia em uma vitória por 2–1 sobre o Sint-Truiden no Stadion Stayen, válida pelo Campeonato Belga, sendo essa a sua única partida disputada pelo clube onde passou pouco mais de seis meses.[carece de fontes?]

### Atlético Paranaense
Em julho de 2016, assinou contrato de empréstimo por um ano com o Atlético Paranaense. Fez sua estreia em uma derrota por 2–0 diante do Sport na Ilha do Retiro, válida pelo Campeonato Brasileiro. No Furacão, o jogador novamente conviveu com lesões, e quando estava disponível foi sempre reserva de Léo. Rescindiu seu empréstimo no final do ano, retornando assim a Bélgica.

### Cruzeiro
Em julho de 2017, o Cruzeiro acertou com o Anderlecht a contratação do lateral em definitivo com contrato até o final do ano. O jogador chegou ao clube tratando de uma lesão e só pôde estrear em novembro, no empate em 2–2 com o Avaí, no Mineirão, válido pelo Brasileirão. Tendo atuado apenas duas vezes pelo clube mineiro, o atleta não teve seu contrato renovado.

### Vasco da Gama
Em 11 de janeiro de 2018, o Vasco anunciou a contratação de Galhardo. O lateral, que vem de família vascaína, retornou ao Rio de Janeiro para atuar pelo arquirrival do clube que o revelou, após quase seis anos de sua saída. Galhardo estreou na vitória por 4–2 sobre o Nova Iguaçu em São Januário, válida pelo Campeonato Carioca.

### Retorno ao Grêmio
Sem espaço no Vasco, foi emprestado ao Grêmio no dia 6 de março de 2019.

### Valour
No dia 8 de junho de 2021, foi anunciado pelo Valour, que disputa a Canadian Premier League.

## Seleção Nacional
Em 2011, foi importante na campanha da Seleção Brasileira Sub-20 que conquistou os títulos Sul-Americano e Mundial. O jogador atuou na lateral-direita e no meio-campo, em uma geração que tinha jogadores como Neymar, Philippe Coutinho, Lucas, Danilo, entre outros.

## Estatísticas
Atualizadas até 5 de dezembro de 2019.

### Clubes
| Clube               | Temporada         | Campeonato nacional | Campeonato nacional | Campeonato nacional | Copa nacional[a] | Copa nacional[a] | Copa nacional[a] | Competições continentais[b] | Competições continentais[b] | Competições continentais[b] | Outros torneios[c] | Outros torneios[c] | Outros torneios[c] | Total | Total | Total   |
| Clube               | Temporada         | Jogos               | Gols                | Assist.             | Jogos            | Gols             | Assist.          | Jogos                       | Gols                        | Assist.                     | Jogos              | Gols               | Assist.            | Jogos | Gols  | Assist. |
| ------------------- | ----------------- | ------------------- | ------------------- | ------------------- | ---------------- | ---------------- | ---------------- | --------------------------- | --------------------------- | --------------------------- | ------------------ | ------------------ | ------------------ | ----- | ----- | ------- |
| Flamengo            | 2009              | 3                   | 0                   | 0                   | —                | —                | —                | —                           | —                           | —                           | —                  | —                  | —                  | 3     | 0     | 0       |
| Flamengo            | 2010              | 6                   | 0                   | 0                   | —                | —                | —                | —                           | —                           | —                           | 2                  | 0                  | 0                  | 8     | 0     | 0       |
| Flamengo            | 2011              | 5                   | 0                   | 1                   | 2                | 1                | 0                | 3                           | 0                           | 0                           | 4                  | 0                  | 0                  | 14    | 1     | 1       |
| Flamengo            | 2012              | —                   | —                   | —                   | —                | —                | —                | 1                           | 0                           | 0                           | 6                  | 0                  | 0                  | 7     | 0     | 0       |
| Flamengo            | Total             | 14                  | 0                   | 1                   | 2                | 1                | 0                | 4                           | 0                           | 0                           | 12                 | 0                  | 0                  | 32    | 1     | 1       |
| Santos              | 2012              | 5                   | 0                   | 0                   | —                | —                | —                | —                           | —                           | —                           | —                  | —                  | —                  | 5     | 0     | 0       |
| Santos              | 2013              | 12                  | 0                   | 1                   | 6                | 1                | 1                | —                           | —                           | —                           | 5                  | 1                  | 0                  | 23    | 2     | 2       |
| Santos              | Total             | 17                  | 0                   | 1                   | 6                | 1                | 1                | —                           | —                           | —                           | 5                  | 1                  | 0                  | 28    | 2     | 2       |
| Bahia               | 2014              | 5                   | 1                   | 2                   | —                | —                | —                | —                           | —                           | —                           | 2                  | 1                  | 0                  | 7     | 2     | 2       |
| Bahia               | Total             | 5                   | 1                   | 2                   | —                | —                | —                | —                           | —                           | —                           | 2                  | 1                  | 0                  | 7     | 2     | 2       |
| Grêmio              | 2015              | 33                  | 2                   | 1                   | 6                | 0                | 0                | —                           | —                           | —                           | 10                 | 0                  | 0                  | 49    | 2     | 1       |
| Grêmio              | 2019              | 16                  | 2                   | 1                   | 1                | 0                | 0                | 1                           | 0                           | 0                           | 2                  | 0                  | 0                  | 20    | 2     | 1       |
| Grêmio              | Total             | 49                  | 4                   | 2                   | 7                | 0                | 0                | 1                           | 0                           | 0                           | 12                 | 0                  | 0                  | 69    | 4     | 2       |
| Anderlecht          | 2016              | 1                   | 0                   | 0                   | —                | —                | —                | —                           | —                           | —                           | —                  | —                  | —                  | 1     | 0     | 0       |
| Anderlecht          | Total             | 1                   | 0                   | 0                   | —                | —                | —                | —                           | —                           | —                           | —                  | —                  | —                  | 1     | 0     | 0       |
| Atlético Paranaense | 2016              | 6                   | 0                   | 0                   | 1                | 0                | 0                | —                           | —                           | —                           | —                  | —                  | —                  | 7     | 0     | 0       |
| Atlético Paranaense | Total             | 6                   | 0                   | 0                   | 1                | 0                | 0                | —                           | —                           | —                           | —                  | —                  | —                  | 7     | 0     | 0       |
| Cruzeiro            | 2017              | 2                   | 0                   | 0                   | —                | —                | —                | —                           | —                           | —                           | —                  | —                  | —                  | 2     | 0     | 0       |
| Cruzeiro            | Total             | 2                   | 0                   | 0                   | —                | —                | —                | —                           | —                           | —                           | —                  | —                  | —                  | 2     | 0     | 0       |
| Vasco da Gama       | 2018              | 11                  | 0                   | 0                   | 1                | 0                | 0                | 2                           | 0                           | 0                           | 8                  | 0                  | 0                  | 22    | 0     | 0       |
| Vasco da Gama       | Total             | 11                  | 0                   | 0                   | 1                | 0                | 0                | 2                           | 0                           | 0                           | 8                  | 0                  | 0                  | 22    | 0     | 0       |
| Total na carreira   | Total na carreira | 107                 | 5                   | 6                   | 17               | 2                | 1                | 7                           | 0                           | 0                           | 39                 | 2                  | 0                  | 170   | 9     | 7       |

- a. ^ Jogos da Copa do Brasil
- b. ^ Jogos da Copa Sul-Americana e Copa Libertadores da América
- c. ^ Jogos de Campeonatos Estaduais e amistosos

## Títulos
Flamengo
- Taça Rio: 2011
- Campeonato Carioca: 2011
- Campeonato Brasileiro: 2009
- Taça Guanabara: 2011

Bahia
- Campeonato Baiano: 2014

Cruzeiro
- Copa do Brasil: 2017

Vasco Da Gama
- Taça Guanabara: 2019

Grêmio
- Campeonato Gaúcho: 2019

Seleção Brasileira Sub-20
- Campeonato Sul-Americano Sub-20: 2011
- Copa do Mundo FIFA Sub-20: 2011

### Prêmios individuais
- Bola de Prata: 2015